# Karolina Bednarz
Karolina Pawłowicz-Tarczyńska (z d. Bednarz, ur. 2 października 1912 w Zakopanem, zm. 7 listopada 1994 tamże) – mistrzyni Polski w narciarstwie alpejskim w kategorii slalom z 1935 r.   
26 lutego 1935 roku zdobyła złoty medal w slalomie kobiet w Międzynarodowych Zawodach Narciarskich o Mistrzostwo Polski w Zakopanem. W tych zawodach zajęła również III miejsce w kombinacji alpejskiej kobiet oraz IV w biegu zjazdowym.  
Startowała jako zawodniczka SN PTT, ale inne źródło podaje ON SOKÓŁ. 

## Życiorys i rodzina
Urodziła się 2 października 1912 roku w Zakopanem, córka Andrzeja Bednarza oraz Anny z domu Pająk.  
W roku 1936 wyszła za Edwina Pawłowicza. Ich syn Andrzej Pawłowicz również został mistrzem Polski w narciarstwie alpejskim w kategorii bieg zjazdowy w roku 1960.
Drugim mężem Karoliny był Jerzy Tarczyński. Mieli dwóch synów, Marka i Jacka Tarczyńskich.  
Zmarła 7 listopada 1994 roku w Zakopanem. Pochowana na Cmentarzu Zasłużonych na Pęksowym Brzyzku (P/III/47) w Zakopanem.